# Tunga travassosi
Tunga travassosi (лат.) — вид блох из семейства Tungidae. Южная Америка: Бразилия.

## Описание
Паразиты различных видов млекопитающих, среди хозяев броненосцы: девятипоясной броненосец (Dasypus novemcinctus, Dasypodidae).
Размер неосом (гипертрофированных самок; длина, ширина, высота): 13×8×10 мм (один из крупнейших видов рода).